# 가루눈

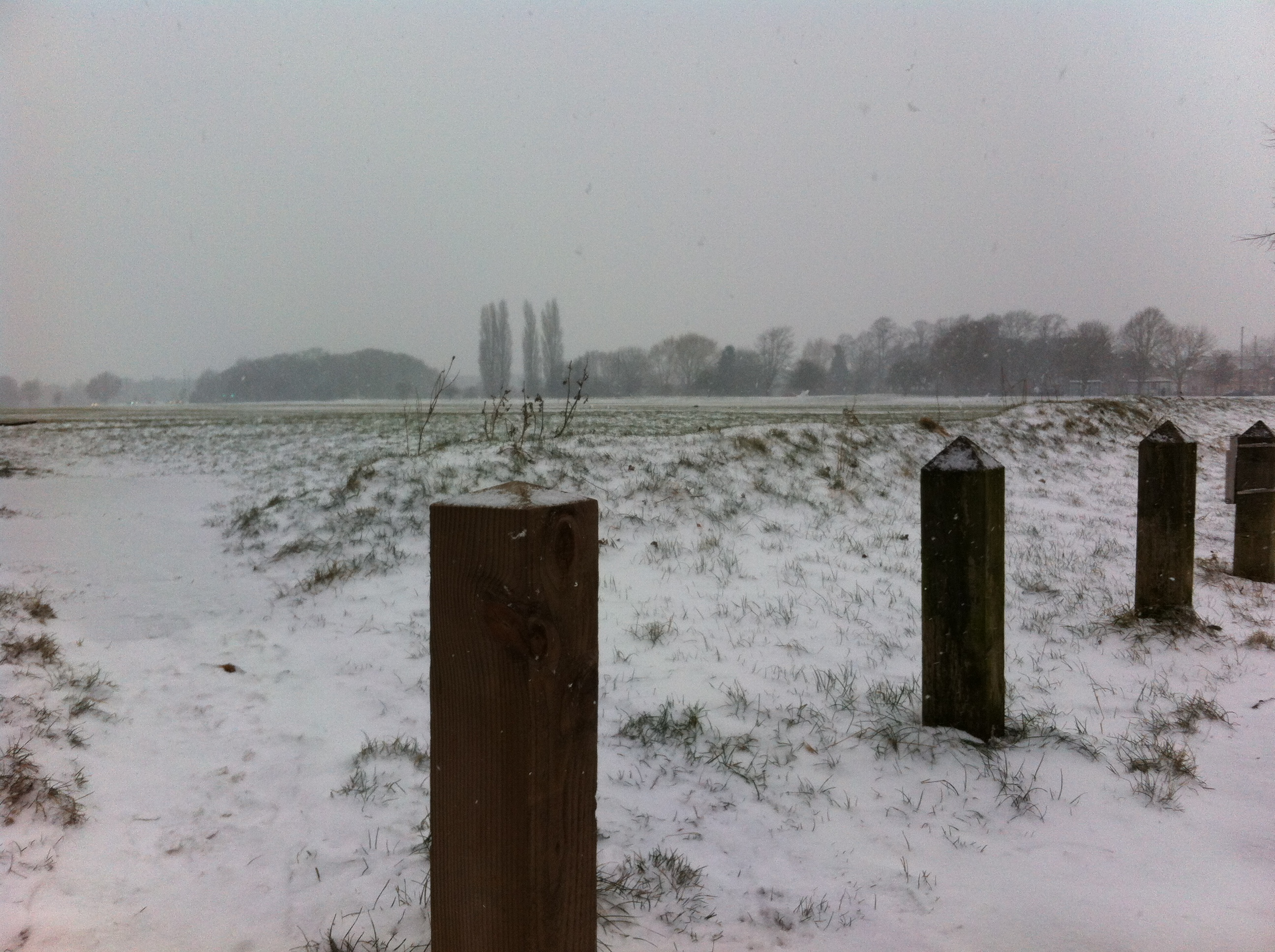
허솔 커먼(Hearsall Common)에 쌓인 가루눈

가루눈은 지름이 1mm 미만인 매우 작고 평평한 미세한 얼음 결정이다. 다른 종류의 눈에 비해 잘 뭉쳐지지 않고 매우 건조하며, 주로 기온이 -10°C 이하로 낮고 바람이 강할 때 내린다.